# Villy Søvndal
Villy Søvndal, né le 4 avril 1952 à Linde, est un homme politique danois, membre du Parti populaire socialiste (SF), qu'il présida, et anciennement ministre des Affaires étrangères.

## Biographie
Enseignant à Kolding entre 1980 et 1992, il est conseiller municipal de Kolding de 1982 à 1994. Durant cette période, il est plusieurs fois candidat aux élections législatives sans remporter de siège, mais en devenant toutefois suppléant de son parti dans sa circonscription. À ce titre, il siège quelques semaines comme membre temporaire du Folketing en 1986, puis entre 1991 et 1992. Il devient député de plein exercice le 1er août 1994 à la place de Lilli Gyldenkilde, démissionnaire après son élection au Parlement européen. Il conserve ce siège lors des élections législatives de 1994.
En avril 2005, il brigue la présidence du Parti populaire socialiste, après la démission de Holger K. Nielsen à la suite des résultats décevants du mouvement aux élections législatives du 8 février. Opposé à Pia Olsen Dyhr et Meta Fuglsang, il est élu le 28 avril avec 59,5 % des voix.
Sous sa présidence, le parti remporte lors des élections législatives du 13 novembre 2007 son meilleur résultat depuis 1988, avec 13 % des voix et 23 députés sur 179. Le mouvement reste toutefois dans l'opposition avec la victoire du bloc de droite du Premier ministre Anders Fogh Rasmussen.
Aux élections législatives du 15 septembre 2011, le SF recule à 9,2 % des suffrages et 16 élus, mais le bloc de centre gauche remporte une majorité. À la suite des négociations entamées au sein du blic de gauche après le scrutin, le parti entre au gouvernement pour la première fois de son histoire le octobre. Søvndal devient alors ministre des Affaires étrangères dans le gouvernement dirigé par Helle Thorning-Schmidt.
Le 7 septembre 2012, il annonce son départ de la présidence du Parti populaire socialiste. La députée Annette Vilhelmsen est élue pour lui succéder le 13 octobre.
En janvier 2013, il présente avec le ministre de la Défense, Nick Hækkerup, un plan soutenu par une large majorité des partis au Folketing pour le retrait des troupes danoises d'Afghanistan en 2015
Le 22 octobre 2013, il est opéré pour un caillot de sang au cœur. En congé à partir de l'opération, il annonce en décembre quitter ses fonctions gouvernementales, ainsi que le Folketing.
Il fait son retour en politique en annonçant en octobre 2016 sa candidature aux élections régionales de 2017 dans la région du Danemark du Sud. Il obtient le deuxième plus grand nombre de votes personnels, seulement derrière la présidente sortante du conseil régional Stephanie Lose, issue du Parti libéral.
En août 2020, il annonce sa candidature aux élections municipales de 2021 à Kolding, et devient tête de liste pour son parti le mois suivant. Lors du scrutin le 17 novembre 2021, il obtient le plus grand nombre de votes personnels et redevient conseiller municipal, mais les partis de droite conservent une majorité, et il renonce à briguer le poste de maire, soutenant avec les autres partis de gauche le conservateur Knud Erik Langhoff contre l'ancienne ministre libérale Eva Kjer Hansen.
En août 2023, il annonce son intention de se présenter aux élections européennes de 2024. Il précise le mois suivant qu'il ne souhaite pas être la tête de liste de son parti pour le scrutin. Le 9 juin 2024, il fait partie des trois candidats de la liste victorieuse de Kira Marie Peter-Hansen à être élus au Parlement européen. Il siège alors au sein de la commission des affaires étrangères et de la commission de l'emploi et des affaires sociales.